# Australian Bureau of Statistics
Het Australian Bureau of Statistics is de nationale overheidsorganisatie van Australië die zich bezighoudt met het verzamelen en uitgeven van de landelijke statistieken.

## Geschiedenis
In 1900 verbonden de koloniale staten op het Australische continent, zijnde New South Wales, Victoria, Queensland, Zuid-Australië, West-Australië en Tasmanië, zich tot een gemenebest. Het ontstaan van gemenebest Australië werd in 1901 officieel bekrachtigd. Voorheen verzamelden de staten hun statistieken onafhankelijk van elkaar. Na de vorming werd een jaarlijkse conferentie van statistici gehouden maar deze samenwerking bleek onvoldoende.
In 1905 werd het 'Commonwealth Bureau of Census and Statistics' (CBCS) opgericht. Het bureau was oorspronkelijk in Melbourne gevestigd en viel onder de bevoegdheid van het departement binnenlandse zaken. In 1928 verhuisde het naar Canberra en werd vanaf 1932 bij het departement financiën ondergebracht. Pas in de late jaren 1950 waren de statistische bureaus van alle deelstaten volledig in het CBCS opgegaan. In 1974 werd het CBCS ontbonden en vervangen door het 'Australian Bureau of Statistics' (ABS).

## Werking
Van 1908 tot 2012 bracht het bureau jaarboeken uit. Sindsdien zijn alle verzamelde gegevens over de economie, industrie, arbeid, gezondheid en het milieu het hele jaar door op de website raadpleegbaar.

### Volkstellingen
Sinds zijn ontstaan in 1905 organiseert het bureau volkstellingen. De eerste volkstelling ging door in april 1911, de daaropvolgende in 1921, 1933, 1947, 1954 en 1961. Vanaf 1966 vonden de volkstellingen vijfjaarlijks plaats. De laatste volkstelling ging door in 2016.

### Internationale samenwerking
Het ABS wisselt statistische gegevens uit met andere nationale en internationale statistische instellingen waaronder de 'United Nations Statistical Commission' (UNSC) van de Verenigde Naties en het Statistisch Comité van de Organisatie voor Economische Samenwerking en Ontwikkeling. Het bureau ondersteunt het opzetten van statistische instellingen en programma's in verscheidene landen in de Indo-Pacific.